# Élisabeth Fanger
 (mars 2014).
Si vous disposez d'ouvrages ou d'articles de référence ou si vous connaissez des sites web de qualité traitant du thème abordé ici, merci de compléter l'article en donnant les références utiles à sa vérifiabilité et en les liant à la section « Notes et références ».
Pour les articles homonymes, voir Fanger.
Élisabeth Fanger, née en 1956, est une écrivaine française. Elle est surtout connue pour son premier roman autobiographique, J’avais dix-huit ans ainsi que pour le film qui en a été tiré, À tout de suite. Elle a aussi participé à l'émission de téléréalité française Secret Story.

## Biographie
En décembre 1974, elle fait la rencontre de Sid Mohamed Badaoui, dit Bada, dans un bar des Champs-Élysées à Paris, dont elle tombe follement et instantanément amoureuse. Deux mois plus tard, ce dernier l’appelle de façon précipitée et lui explique qu’il est impliqué dans le cambriolage d’une banque de l’avenue de la République à Paris. Le braquage ne s’est pas passé comme prévu, et a eu comme conséquences une prise d’otage de dix heures ainsi que la mort du caissier de la banque et de l’un des trois braqueurs. Élisabeth recueille alors Bada pour la nuit, puis quitte le pays avec lui, ainsi qu'avec André Bellaïche (l’autre homme impliqué dans le vol, connu par la suite pour avoir fait partie du gang des postiches) et sa petite amie.
Grâce à l’argent du vol, les quatre fuyards se rendent en Espagne, puis au Maroc. La fuite d'Élisabeth se termine à Athènes lorsqu'elle est détenue pour être interrogée par les autorités douanières grecques. Les autres prendront la fuite, laissant Élisabeth seule dans un pays qu'elle ne connait pas. Elle restera trois mois en Grèce avant de retourner en France, se livrant aux autorités. Quant à Sid Mohamed Badaoui, il sera tué par la police en octobre 1980. Lors de son retour en France, Élisabeth Fanger est accusée d’avoir aidé des fugitifs et est défendue par Robert Badinter. Élisabeth Fanger est déclarée coupable et condamnée à la prison avant d’être amnistiée.
Elle publie en 2004 aux éditions Ramsay, son autobiographie J’avais dix-huit ans, dans laquelle elle raconte son aventure avec Sid Mohamed Badaoui. Ce premier livre est par ailleurs adapté la même année au cinéma par Benoît Jacquot sous le nom de À tout de suite. Élisabeth elle-même est coauteur du scénario et Isild Le Besco y tient son rôle,. 
En 2009, elle est approchée par les « recherchistes » d'Endemol pour participer à la troisième saison de l'émission de téléréalité Secret Story. Élisabeth accepte la proposition afin de faire fleurir sa carrière d'auteur, mais aussi d'actrice. Elle fait donc son entrée dans le jeu, où elle doit défendre le secret « J’ai été traquée par Interpol pendant deux ans ». À sa sortie, elle écrit un livre sur les dessous de l'aventure Secret Story ; Secret Story 3. L'envers du décor raconté par les candidats, avec la collaboration du paparazzi Jean-Claude Elfassi. 
Depuis 2019, elle est en rédaction d'un quatrième livre, qui s'intitule Les 7 Paliers.